# Swords and Hearts
Swords and Hearts é um filme mudo norte-americano de 1911 em curta-metragem, dos gêneros drama e guerra civil, dirigido por D. W. Griffith.
Cópias do filme encontram-se conservadas no Museu de Arte Moderna e no National Film and Television Archive of the British Film Institute.

## Elenco
- Wilfred Lucas ... Hugh Frazier
- Claire McDowell ... Irene Lambert
- Dorothy West ... Jenny Baker
- William J. Butler
- Charles West
- Francis J. Grandon
- Verner Clarges